# Phil Rosen
Pour les articles homonymes, voir Rosen.
Phil Rosen est un réalisateur, directeur de la photographie et producteur américain, né le 8 mai 1888 à Marienbourg (Allemagne) et mort le 22 octobre 1951 à Hollywood (États-Unis). Il fait partie des membres fondateurs de l'American Society of Cinematographers.

## Filmographie

### comme réalisateur
- 1915 : The Beachcomber
- 1919 : The Double Hold-Up (en)
- 1919 : The Jay Bird
- 1920 : West Is Best (en)
- 1920 : Roarin' Dan (en)
- 1920 : The Sheriff's Oath (en)
- 1920 : The Road to Divorce
- 1920 : The Path She Chose
- 1920 : Are All Men Alike?
- 1921 : The Little Fool
- 1921 : The Lure of Youth
- 1921 : Extravagance
- 1922 : Handle with Care
- 1922 : The World's Champion
- 1922 : Cent à l'heure (Across the Continent)
- 1922 : The Bonded Woman (en)
- 1922 : Le Jeune Rajah (The Young Rajah)
- 1924 : The Dramatic Life of Abraham Lincoln (en)
- 1924 : Being Respectable
- 1924 : O sole mio (This Woman)
- 1925 : Un joueur enragé (The Bridge of Sighs)
- 1925 : Cœur de sirène (The Heart of a Siren)
- 1925 : The White Monkey
- 1925 : Wandering Footsteps
- 1926 : The Exquisite Sinner coréalisé avec Josef von Sternberg
- 1926 : A Woman's Heart
- 1926 : The Adorable Deceiver
- 1926 : Rose of the Tenements
- 1927 : Stolen Pleasures
- 1927 : California or Bust
- 1927 : Salvation Jane
- 1927 : Heaven on Earth
- 1927 : In the First Degree
- 1927 : Âme errante (Closed Gates)
- 1927 : Thumbs Down
- 1927 : The Woman Who Did Not Care
- 1927 : The Cruel Truth
- 1927 : Stranded
- 1927 : The Cancelled Debt
- 1927 : Pretty Clothes
- 1928 : Burning Up Broadway
- 1928 : Marry the Girl (en)
- 1928 : Voleuse d'amour (Modern Mothers)
- 1928 : La Cicatrice (The Branded Man)
- 1928 : Undressed
- 1928 : The Apache (en)
- 1929 : The Faker
- 1929 : The Peacock Fan
- 1929 : The Phantom in the House
- 1930 : The Rampant Age
- 1930 : Worldly Goods
- 1930 : Second Honeymoon
- 1930 : Extravagance
- 1930 : Lotus Lady
- 1931 : El Código penal
- 1931 : Le Défilé du Diable (Two Gun Man)
- 1931 : Justiciers du Texas (Alias the Bad Man)
- 1931 : Le Tueur de l'Arizona (Arizona Terror)
- 1931 : La Loi du ranch (Range Law)
- 1931 : Branded Men
- 1931 : The Pocatello Kid
- 1932 : The Gay Buckaroo (en)
- 1932 : Texas Gun Fighter
- 1932 : Whistlin' Dan
- 1932 : Lena Rivers
- 1932 : A Man's Land
- 1932 : The Vanishing Frontier
- 1932 : Klondike
- 1932 : Young Blood
- 1932 : Self Defense
- 1933 : The Phantom Broadcast (en)
- 1933 : Black Beauty
- 1933 : Kiss of Araby
- 1933 : Le Sphinx (The Sphinx)
- 1933 : Devil's Mate (en)
- 1933 : Hold the Press
- 1933 : Shadows of Sing Sing
- 1934 : Zone interdite (Forbidden Territory (en))
- 1934 : Beggars in Ermine
- 1934 : Picture Brides
- 1934 : Cheaters
- 1934 : Take the Stand
- 1934 : A Lost Lady (avec Alfred E. Green)
- 1934 : Traqués (Woman in the Dark)
- 1934 : Dangerous Corner
- 1934 : West of the Pecos
- 1935 : Death Flies East (en) de Phil Rosen
- 1935 : Unwelcome Stranger
- 1935 : Born to Gamble (en)
- 1935 : The Calling of Dan Matthews
- 1936 : Tango
- 1936 : Bridge of Sighs
- 1936 : Brilliant Marriage
- 1936 : Three of a Kind
- 1936 : Easy Money
- 1936 : It Couldn't Have Happened - But It Did
- 1936 : Missing Girls (en)
- 1936 : The President's Mystery
- 1936 : Ellis Island
- 1937 : Two Wise Maids
- 1937 : Jim Hanvey, Detective
- 1937 : It Could Happen to You!
- 1937 : Roaring Timber
- 1937 : Youth on Parole
- 1938 : The Marines Are Here
- 1939 : Champion malgré lui (Ex-Champ)
- 1939 : Missing Evidence
- 1940 : Double Alibi (Approved)
- 1940 : Forgotten Girls
- 1940 : The Crooked Road
- 1940 : La Reine du Yukon (Queen of the Yukon)
- 1940 : Phantom of Chinatown (en)
- 1941 : Roar of the Press (en)
- 1941 : Paper Bullets
- 1941 : Murder by Invitation
- 1941 : The Deadly Game (en)
- 1941 : Spooks Run Wild
- 1941 : I Killed That Man
- 1941 : Road to Happiness
- 1942 : Man with Two Lives (en)
- 1942 : Le Mystère de Marie Roget (Mystery of Marie Roget)
- 1943 : You Can't Beat the Law
- 1943 : A Gentle Gangster (en)
- 1943 : Wings Over the Pacific
- 1944 : Black Magic
- 1944 : Le Chat chinois (Charlie Chan in The Chinese Cat)
- 1944 : Return of the Ape Man
- 1944 : Call of the Jungle
- 1944 : Black Magic
- 1944 : Army Wives
- 1945 : Le Masque étrange (The Jade Mask)
- 1945 : Charlie Chan sur la piste sanglante (The Scarlet Clue)
- 1945 : The Cisco Kid in Old New Mexico
- 1945 : Captain Tugboat Annie (en)
- 1945 : Le Dragon rouge (en) (The Red Dragon)
- 1946 : The Great Mystic
- 1946 : The Shadow Returns (en)
- 1946 : Step by Step
- 1948 : Sins of the Fathers
- 1949 : The Secret of St. Ives (en)

### Comme directeur de la photographie
- 1914 : The Littlest Rebel
- 1915 : The Heart of Maryland
- 1915 : The Kreutzer Sonata
- 1915 : The Clemenceau Case de Herbert Brenon
- 1915 : The Two Orphans de Herbert Brenon
- 1915 : A Little Brother of the Rich
- 1915 : Sin
- 1915 : The Soul of Broadway
- 1915 : Blindness of Devotion
- 1915 : The Unfaithful Wife
- 1916 : The Green-Eyed Monster
- 1916 : A Wife's Sacrifice
- 1916 : Blazing Love
- 1916 : Under Two Flags
- 1916 : Romeo and Juliet
- 1917 : The Darling of Paris
- 1917 : The Tiger Woman (en)
- 1917 : Tangled Lives
- 1917 : Her Greatest Love
- 1917 : Heart and Soul
- 1917 : The Spreading Dawn
- 1918 : The Light Within
- 1919 : The Eternal Magdalene
- 1919 : A Little Brother of the Rich
- 1919 : Le Miracle (The Miracle Man) de George Loane Tucker
- 1919 : Dégradation (The Brute Breaker) de Lynn Reynolds
- 1919 : La Séductrice (A Little Brother of the Rich) de Lynn Reynolds
- 1920 : Le Bâillon (Under Crimson Skies) de Rex Ingram
- 1920 : The Greatest Love de Henry Kolker
- 1921 : Ladies Must Live de George Loane Tucker

### comme producteur
- 1937 : Youth on Parole
- 1939 : Missing Evidence